# آبیاری زیستی

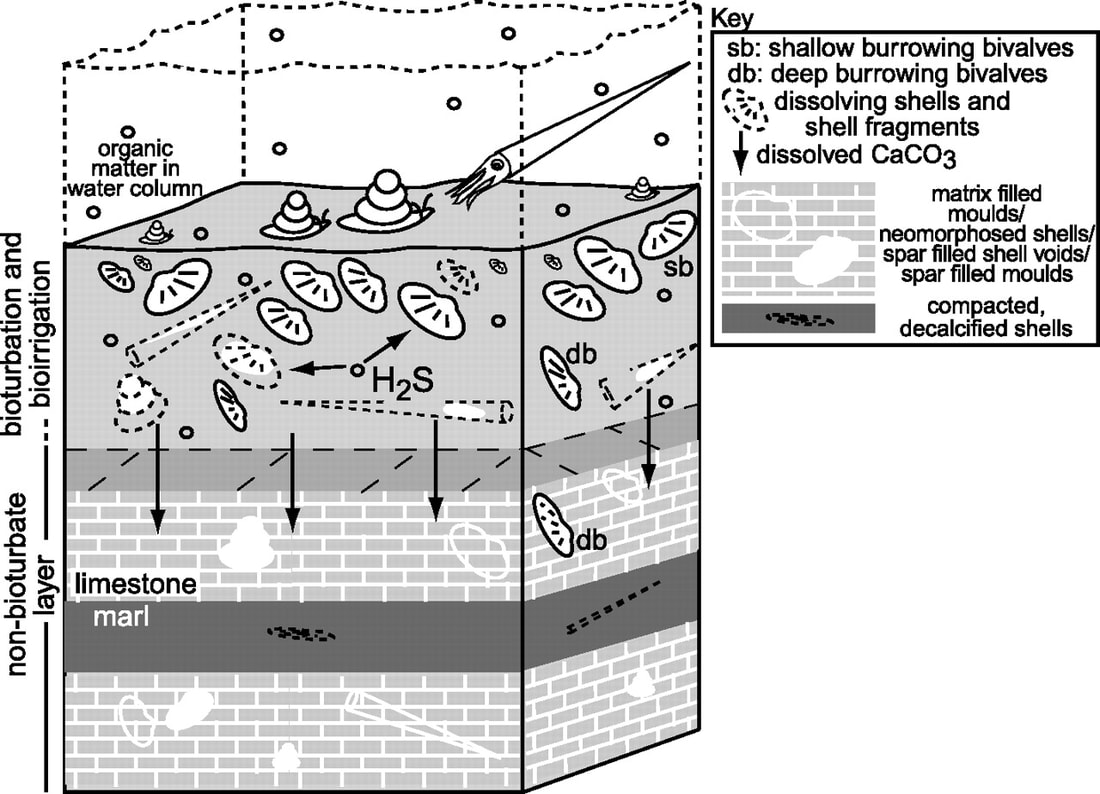
آشفتگی زیستی و آبیاری زیستی در رسوبات پایین بوم‌سازگان‌های ساحلی

آبیاری زیستی (به انگلیسی: Bioirrigation) به فرآیندی گفته می‌شود که مجانداران اعماق زمین، حفره‌های خود را با آب پوشاننده شستشو می‌دهند. مبادله مواد محلول بین آب‌منفذی و آب دریا که روی آن قرار دارد، فرایند مهمی در زمینه بیوژئوشیمی اقیانوس‌ها است.
بوم‌سازگان‌های ساحلی دریایی اغلب دارای جاندارانی هستند که رسوبات را ناپایدار می‌کنند. آنها وضعیت فیزیکی رسوب را تغییر می‌دهند؛ بنابراین، شرایط را برای دیگر جانداران و خود بهبود می‌بخشد. این جانداران اغلب سبب آشفتگی زیستی نیز می‌شوند که معمولاً به جای هم یا در ارتباط با آبیاری زیستی استفاده می‌شود.